# Pauline Nyiramasuhuko
Pauline Nyiramasuhuko (nacida en 1946) es una política ruandesa que fue ministra de Bienestar Familiar y Promoción de la Mujer. Fue declarada culpable de haber incitado a tropas y milicias a realizar violaciones durante el genocidio de Ruanda en 1994. Fue procesada por genocidio e incitación a la violación como parte del "Grupo Butare" en el Tribunal Penal Internacional para Ruanda (ICTR) en Arusha, Tanzania. En junio de 2011, fue condenada por siete cargos y condenada a cadena perpetua. Nyiramasuhuko es la primera mujer condenada por genocidio por el ICTR, y la primera mujer condenada por violación genocida. Su sentencia fue reducida a 47 años en apelación.